# Kfar ha-Nagid
Kfar ha-Nagid (hebrejsky כְּפַר הַנָּגִיד, doslova „ha-Nagidova vesnice“, v oficiálním přepisu do angličtiny Kefar HaNagid, přepisováno též Kfar HaNagid) je vesnice typu mošav v Izraeli, v Centrálním distriktu, v Oblastní radě Gan Rave.

## Geografie
Leží v nadmořské výšce 18 metrů v hustě osídlené a zemědělsky intenzivně využívané pobřežní nížině, při dolním toku řeky Nachal Sorek, nedaleko písečných dun, které lemují pobřeží.
Obec se nachází 6 kilometrů od břehu Středozemního moře, cca 20 kilometrů jižně od centra Tel Avivu, cca 46 kilometrů severozápadně od historického jádra Jeruzalému a 6 kilometrů západně od města Rechovot. Mošav leží na severním okraji města Javne. Kfar ha-Nagid obývají Židé, přičemž osídlení v tomto regionu je etnicky převážně židovské.
Kfar ha-Nagid je na dopravní síť napojen pomocí dálnice číslo 42.

## Dějiny
Kfar ha-Nagid byl založen v roce 1949. Zakladateli mošavu byli židovští přistěhovalci z Bulharska. Pojmenován je podle středověkého židovského učence Šmu'ela ha-Nagida.

## Demografie
Podle údajů z roku 2014 tvořili naprostou většinu obyvatel v Kfar ha-Nagid Židé (včetně statistické kategorie "ostatní", která zahrnuje nearabské obyvatele židovského původu ale bez formální příslušnosti k židovskému náboženství).
Jde o menší obec vesnického typu s dlouhodobě rostoucí populací. K 31. prosinci 2014 zde žilo 1219 lidí. Během roku 2014 populace stoupla o 0,2 %.
| Rok            | 1961 | 1972 | 1983 | 1995 | 2001 | 2003 | 2004 | 2005 | 2006 | 2007 | 2008 | 2009 | 2010 | 2011 | 2012 | 2013 | 2014 |
| -------------- | ---- | ---- | ---- | ---- | ---- | ---- | ---- | ---- | ---- | ---- | ---- | ---- | ---- | ---- | ---- | ---- | ---- |
| Počet obyvatel | 365  | 341  | 379  | 511  | 855  | 930  | 936  | 961  | 958  | 971  | 986  | 1282 | 1297 | 1252 | 1255 | 1216 | 1219 |